# 네팔 연방의회

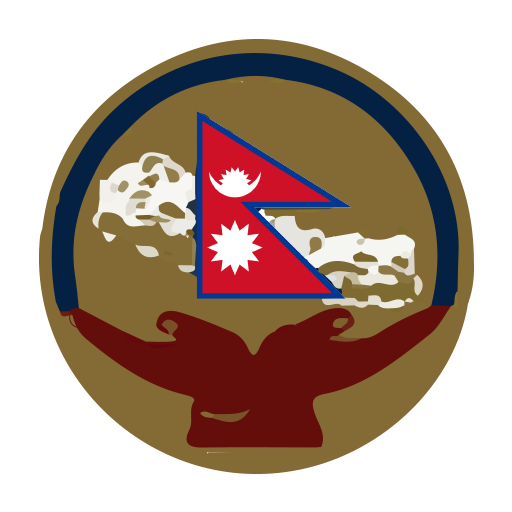

네팔 연방의회(네팔어: संघीय संसद नेपाल Saṅghīya Sansada Nēpāla)는 2018년 성립한 네팔의 양원제 최고 입법부이다. 상원인 국가 의회와 하원인 대의원으로 이루어진다.

## 같이 보기
- 네팔의 정치